# سيدي مجدول

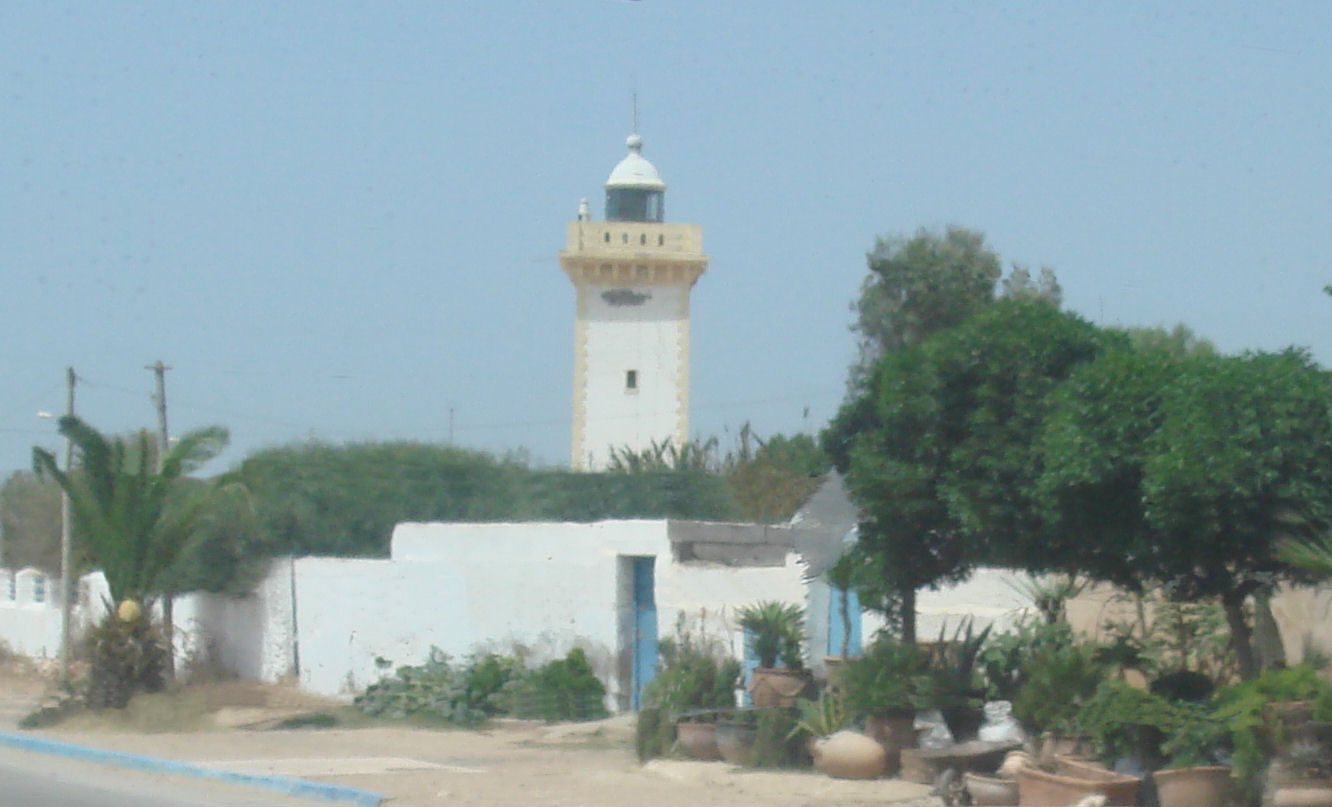
مكان استراحة سيدي مجدول في الصويرة، مع منارة سيدي مجدول.

سيدي مجدول كان واليًا مغربيًا وزعيمًا دينيًا عاش في القرن الحادي عشر. دُفن في الصويرة.
ينحدر سيدي مجدول من قبيلة رقراقة البربرية النبيلة، ويُنسب إليه تجديد رباط سيدي شيكر. ومن قاعدته في الصويرة، حارب تحالف البرغواطة، ثم تحالف مع المرابطين وشارك في نشر دعوتهم.
كما أطلق الولي اسمه على المنارة القريبة التي يبلغ ارتفاعها 17 مترًا، والتي سميت بمنارة سيدي مجدول.

## ملحوظات
1. ↑  ابن الزيات التادلي. التشوّف.
2. ↑  Ahmed ar-Regragui. Ashomos al-Munira.
3. ↑  NGA Sailing Directions-Enroute: 2008 West Coast of Europe and Northwest Africa Griffes, National Geospatial-Intelligence Agency p.207